# Ржевский, Владимир Алексеевич
Ржевский Владимир Алексеевич (10 (22) марта 1865 — ?) — русский политический деятель.

## Биография
Происходил из дворян Воронежской губернии, дачевладелец (при платформе Томилино Московско-Казанской железной дороги). Отец, Алексей Константинович Ржевский, — предводитель дворянства Коротоякского уезда, которому принадлежало имение «Сасовка». Первая жена, Любовь Фёдоровна Ржевская (ум. 1936), была владелицей женской гимназии, где до 1904 года преподавала историю и географию сестра А. П. Чехова Мария Павловна.
Окончил физико-математический факультет Московского университета со степенью кандидата математических наук. Пять лет работал ассистентом при Московской обсерватории, затем был рабочим на заводе фирмы «Сименс и Гальске» в Берлине и Москве. В службу вступил 20 июля (1 августа) 1890 года; с 13 (25) ноября 1891 года по 1 (13) октября 1892 года был преподавателем в Московском реальном училище.
Учредил контору для рассмотрения электротехнических проектов, смет и чертежей.
С 1906 года — гласный московского уездного земского собрания, с 1911 года — председатель московской уездной земской управы.
Депутат Государственной Думы 4 созыва от Московской губернии. Входил во фракцию прогрессистов, с августа 1915 товарищ председателя фракции. С ноября 1913 года — старший товарищ секретаря Думы. Член думских комиссий: о кооперативных товариществах и их союзах (председатель с 19 августа 1915), бюджетной комиссии (товарищ председателя с 16 июня 1916), редакционной, личного состава, по местному самоуправлению. Член бюро Прогрессивного блока. В августе 1915 года он был избран Думой членом Особого совещания для обсуждения и объединения мероприятий по перевозке топлива, продовольственных и военных грузов.
По свидетельству Н. С. Чхеидзе, записанному Б. И. Николаевским, был членом одной из лож ВВНР.
Во время Февральской революции 27 февраля 1917 года вошёл во Временный комитет Государственной думы. Вступил в партию эсеров. С конца марта — комиссар Временного комитета в Москве. 15 июня 1917 года сложил полномочия члена Временного комитета.
После Октябрьской революции принял сторону большевиков с последующим выходом из состава партии эсеров и отходом от политической стези.
В 1918—1923 годах — директор школы № 30 (бывшая гимназия Ржевской), где его супруга была заведующей начальной школой.